# 卡尤加湖

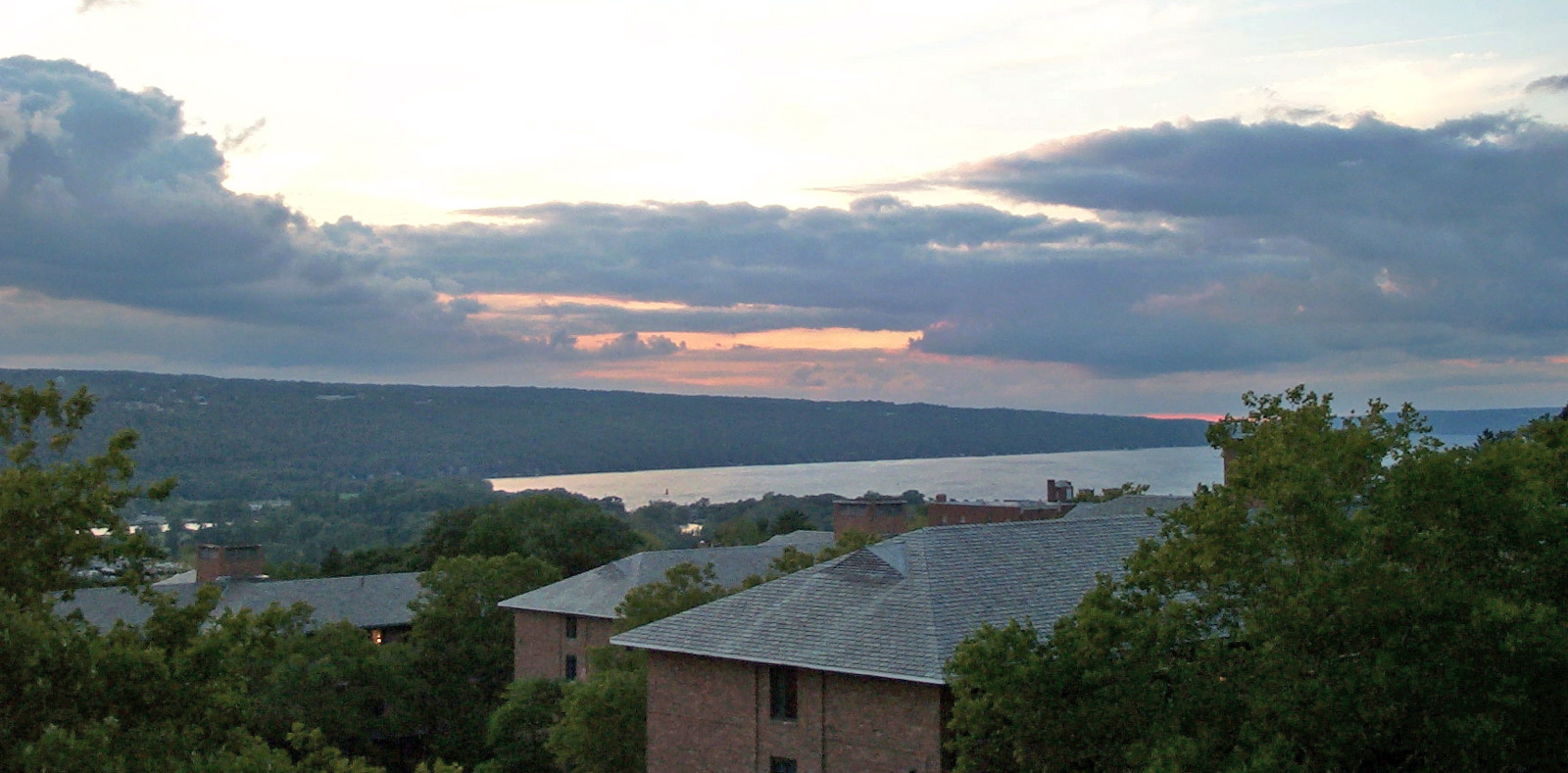
从康奈尔大学内拍摄的卡尤加湖

卡尤加湖（英語：Cayuga Lake）是位於美國紐約州的一個湖泊，也是紐約州中部五指湖中形狀最為狹長的湖泊。卡尤加湖長約40英里（64公里），平均寬度1.7英里（2.7公里），最寬處3.5英里（5.6公里）。卡尤加湖最深處達133米。卡尤加湖沿岸有康奈爾大學的校區，也是紐約州著名的郊遊景點。